# مرحبا وداعا ماما!
مرحبا وداعا ماما! (بالكورية: 하이바이, 마마!) هو مسلسل تلفزيوني كوري جنوبي تم بثه على تي في إن في 2020.

## القصة
تتحدث دراما “مرحبا ماما!” عن عن “تشا يو ري”، امرأة توفت في حادثة مأساوية، استطاعت أن تعود إلى زوجها “جو كانغ هوا” وابنتها، لـ49 يوم كشبح.

## بطولة
- كيم تاي هي : في دور تشا يوو ري
- لي كيو هيونغ : في دور جو كانغ هوا
- غو بو كيول : في دور أوه مين جونغ
- شين دونغ-مي : في دور جو هيون جونغ
- لي شي وو : في دور جانغ بيل سيونغ
- كيم مي كيونغ : في دور جيون اون سيوك

## روابط خارجية
- مرحبا وداعا ماما! على موقع IMDb (الإنجليزية)
- مرحبا وداعا ماما! على موقع نتفليكس (الإنجليزية)
- مرحبا وداعا ماما! على موقع كينوبويسك (الروسية)
- مرحبا وداعا ماما! على موقع قاعدة بيانات الفيلم (الإنجليزية)